# Carsten Meyer (Musiker)

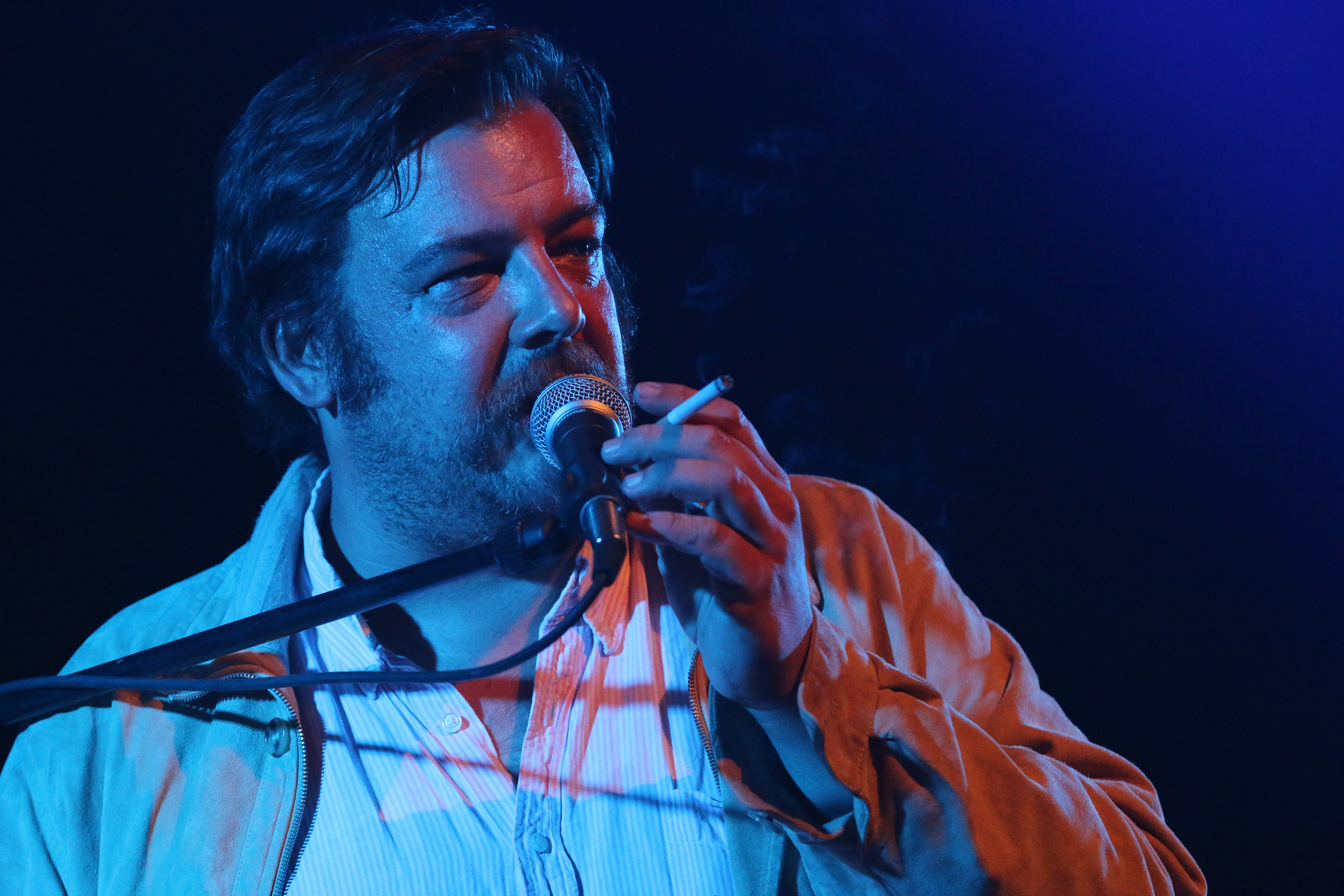
Carsten Meyer beim Zelt-Musik-Festival 2016

Carsten „Erobique“ Meyer (* 11. Juli 1972 in Saerbeck/Westfalen, auch Carsten Beermann Meyer) oder „Babyman“ ist ein deutscher Komponist, Musiker, Entertainer und bildender Künstler.

## Wirken
Meyers Kompositionen sind in verschiedenen deutschen Kinofilmen, z. B. in  Magical Mystery oder: Die Rückkehr des Karl Schmidt und Fraktus sowie Fernsehserien wie Der Tatortreiniger zu hören. In Stromberg – Der Film und Der Tatortreiniger ist er auch in kleinen Rollen als Schauspieler zu sehen.
Als Keyboarder ist er in den Hamburger Bands International Pony, Einbahnstrasse und dem Band-Kollektiv von DJ Patex School of Zuversicht aktiv. Als Solokünstler hat er verschiedene Alben unter anderem über Deck8 und Staatsakt veröffentlicht. Das Album Songs For Joy, das die Single Wann Strahlst Du? enthält, wurde 2019 bei Asexy Records wiederveröffentlicht.

## Musik

### Alben
- 1998: Erosound!
- 2001: Discodebut
- 2002: We Love Music (International Pony)
- 2004: Bass is Boss (Remix- und Video-Album) (International Pony)
- 2006: Mit Dir sind wir vier (International Pony)
- 2009: Keil Stouncil a Paris
- 2009: Songs For Joy (mit Jacques Palminger) (Staatsakt)
- 2012: Warmer Bruder/Früchtchen (mit Alexander Polzin)
- 2016: Babyman 2
- 2023: No. 2
- 2025: Songs for Joy auf der Veddel

### Singles und EPs
- 1998: Die Grossen Franzosen
- 1998: Discodebut
- 1998: Zuhaus
- 1999: C Tron
- 1999: Sweet Sciontological Girl
- 1999: Erobique Invades Space
- 2009: What Are You Do? (Tex & Erobique)[11]
- 2010: Totaler Spinner (mit Jacques Palminger, Shaggy Sharoof & Elvis Seconde) (Staatsakt)
- 2018: Urlaub in Italien
- 2021: Live (mit Session Victim)

### Filmmusik
- 2010: Ensemble[12][13]
- 2011: Die fremde Familie[14]
- 2011–2018: Der Tatortreiniger[15]
- 2012: Fraktus
- 2013: Hans Dampf
- 2015: Vorsicht vor Leuten
- 2017: Magical Mystery oder: Die Rückkehr des Karl Schmidt
- 2022: Die goldenen Jahre
- 2022: Tatort: Die Rache an der Welt
- 2024: Kurzschluss hoch drei